# Сент-Томас (округ)
Сент-То́мас (англ. St. Thomas) — один из 14 округов на Ямайке. Расположен на юго-востоке и граничит с Сэнт-Эндрю на западе и Портленде на севере. Граничит с Карибским морем на юге и востоке.
В 2012 году там проживало 94 410 человек. Административный центр — Морант-Бей.

## Экономика
В округе Сент-Томас выращивают сахарный тростник, кофе и бананы для экспорта. Некоторые фермеры выращивают местные фрукты.